# ابراهیم هاشم
ابراهیم هاشم (نسب: ابراهیم بن محمد مُنیب بن محمود هاشم جعفری) قانوندان، وکیل و سیاستمدار اردنی بود. در نابلس و استانبول حقوق خواند. به مناصب قضایی در بیروت و یافا رسید. رئیس دادگاه جنایی دمشق شد. او سه بار به نخست‌وزیری اردن منصوب شد؛ ۲۴ آوریل ۱۹۵۷ – ۱۸ مه ۱۹۵۸، ۱ ژوئیه ۱۹۵۶ – ۲۹ اکتبر ۱۹۵۶ و ۲۵ مه ۱۹۴۶ –۴ فوریه ۱۹۴۷.